# 薛永恒
薛永恒，GBS，JP（1961年—），香港工程師學會秘書長，前香港政府官員，曾任香港創新及科技局局長及機電工程署署長。他也是繼陳帆之後第二名成為問責官員的機電工程署署長。

## 簡歷
薛永恒早年在牛頭角觀塘花園大廈燕子樓成長，有一兄一姊一弟，父親是一名機械工人兼工廠老闆。薛就讀鄧鏡波學校，在1978年香港中學會考中取得2A4B3C的成績。本來獲另一所中學取錄入讀預科，但由於需要繳交學費而家境貧窮，他決定提早攻讀工科，以投身社會幫補家計。及後他畢業於香港理工學院電機工程系及香港中文大學工商管理碩士學位。他亦曾於哈佛大學商學院進修。在成為主要官員前，他是一位電機工程師，也是香港工程師學會的資深會員，並曾擔任香港設施管理學會會長，以及香港工程師學會生物醫學分部的主席。薛永恒於1984年加入港英政府成為公務員，任職助理機電工程師，於2001年晉升為總機電工程師（首長級D1薪級），於2007年晉升為政府機電工程師（首長級D2薪級），於2011年晉升為機電工程署副署長（首長級D3薪級）。他於2017年10月起出任機電工程署署長（首長級D5薪級），並兼任機電工程營運基金總經理。
2020年4月22日，中國國務院根據時任行政長官林鄭月娥的提名和建議，薛永恒獲委任為創新及科技局局長，接替離職的楊偉雄。
2023年7月1日，香港工程師學會委任薛永恒為學會秘書長，接替在2023年7月25日離任的韓志強。